# Tetraponera poultoni
Tetraponera poultoni is een mierensoort uit de onderfamilie van de Pseudomyrmecinae. De wetenschappelijke naam van de soort is voor het eerst geldig gepubliceerd in 1931 door Donisthorpe.